# Football League Trophy 2011/12
De Football League Trophy 2011–12, bekend als de Johnstone's Paint Trophy 2011–12 door sponsorredenen, is de 28ste editie van de Football League Trophy, een knock-outtoernooi voor Engelse clubs in League One en Two.

## Eerste ronde
De eerste ronde werd gehouden in de week van 13 augustus 2011. Zestien teams hadden een Bye naar de tweede ronde .

### Noord-Sectie
| #                                             | Thuis              | Score          | Bezoekers           | Toeschouwers |
| Noord-West                                    | Noord-West         | Noord-West     | Noord-West          | Noord-West   |
| --------------------------------------------- | ------------------ | -------------- | ------------------- | ------------ |
| 1                                             | Bury               | 0–0            | Crewe Alexandra     | 1.295        |
| Crewe Alexandra wint met 4-2 na strafschoppen |                    |                |                     |              |
| 2                                             | Tranmere Rovers    | 1–1            | Port Vale           | 2.546        |
| Tranmere Rovers wint met 4-2 na strafschoppen |                    |                |                     |              |
| 3                                             | Walsall            | 2–1            | Shrewsbury Town     | 2.605        |
| 4                                             | Accrington Stanley | 3–2[dode link] | Carlisle United     | 1.069        |
| Noord-Oost                                    |                    |                |                     |              |
| 5                                             | Scunthorpe United  | 2–0            | Hartlepool United   | 1.763        |
| 6                                             | Bradford City      | 0–0            | Sheffield Wednesday | 3.519        |
| Bradford City wint met 3-1 na strafschoppen   |                    |                |                     |              |
| 7                                             | Northampton Town   | 1–2            | Huddersfield Town   | 1.776        |
| 8                                             | Burton Albion      | 1–2            | Sheffield United    | 2,725        |

### Zuid-Sectie
| #                                                    | Thuis              | Score          | Bezoekers            | Toeschouwers |
| ---------------------------------------------------- | ------------------ | -------------- | -------------------- | ------------ |
| 1                                                    | Bournemouth        | 4–1            | Hereford United      | 2.489        |
| 2                                                    | Cheltenham Town    | 2–1            | Torquay United       | 1.247        |
| 3                                                    | Exeter City        | 1–1            | Plymouth Argyle      | 3.940        |
| Exeter City wint met 3-0 na strafschoppen            |                    |                |                      |              |
| 4                                                    | Wycombe Wanderers  | 3–1[dode link] | Bristol Rovers       | 771          |
| Zuid-Oost                                            |                    |                |                      |              |
| 5                                                    | Milton Keynes Dons | 3–3            | Brentford            | 4.175        |
| Brentford wint met 4-3 na strafschoppen              |                    |                |                      |              |
| 6                                                    | Colchester United  | 1–3            | Barnet               | 1.747        |
| 7                                                    | Leyton Orient      | 1–1            | Dagenham & Redbridge | 1.420        |
| Dagenham & Redbridge wint met 14-13 na strafschoppen |                    |                |                      |              |
| 8                                                    | Southend United    | 1–0            | Crawley Town         | 2.053        |

Byes
Noord

Chesterfield, Macclesfield Town, Morecambe, Notts County, Oldham Athletic, Preston North End, Rochdale, Rotherham United.
Zuid

AFC Wimbledon, Aldershot Town, Charlton Athletic, Gillingham, Oxford United, Stevenage, Swindon Town, Yeovil Town.

## Tweede ronde
De tweede ronde werd gespeeld in de week van 3 oktober 2011 . De loting werd gehouden op 3 september 2011.

### Noord-Sectie
| #                                               | Thuis              | Score      | Bezoekers         | Toeschouwers |
| Noord-West                                      | Noord-West         | Noord-West | Noord-West        | Noord-West   |
| ----------------------------------------------- | ------------------ | ---------- | ----------------- | ------------ |
| 1                                               | Accrington Stanley | 0–1        | Tranmere Rovers   | 1,509        |
| Opmerking:eerste wedstrijd werd afgelast        |                    |            |                   |              |
| 2                                               | Morecambe          | 2–2        | Preston North End | 4.385        |
| Preston North End wint met 7-6 na strafschoppen |                    |            |                   |              |
| 3                                               | Crewe Alexandra    | 1–0        | Macclesfield Town | 2,271        |
| 4                                               | Rochdale           | 1–1        | Walsall           | 2.089        |
| Rochdale wint met 3-1 na strafschoppen          |                    |            |                   |              |
| Noord-Oost                                      |                    |            |                   |              |
| 5                                               | Rotherham United   | 1–2        | Sheffield United  | 6.737        |
| 6                                               | Scunthorpe United  | 0–1        | Oldham Athletic   | 2.106        |
| 7                                               | Notts County       | 1–3        | Chesterfield      | 2.293        |
| 8                                               | Huddersfield Town  | 2–2        | Bradford City     | 10.489       |
| Bradford City wint met 4-3 na strafschoppen     |                    |            |                   |              |

### Zuid-Sectie
| #                                           | Thuis                | Score      | Bezoekers       | Toeschouwers |
| South-West                                  | South-West           | South-West | South-West      | South-West   |
| ------------------------------------------- | -------------------- | ---------- | --------------- | ------------ |
| 1                                           | Bournemouth          | 3–2        | Yeovil Town     | 1,416        |
| 2                                           | Wycombe Wanderers    | 1–3        | Cheltenham Town | 931          |
| 3                                           | Aldershot Town       | 1–2        | Oxford United   | 1,429        |
| 4                                           | Exeter City          | 1–2        | Swindon Town    | 2.627        |
| Zuid-Oost                                   |                      |            |                 |              |
| 5                                           | AFC Wimbledon        | 2–2        | Stevenage       | 1.416        |
| AFC Wimbledon wint met 4-3 na strafschoppen |                      |            |                 |              |
| 6                                           | Charlton Athletic    | 0–3        | Brentford       | 3.486        |
| 7                                           | Gillingham           | 1–3        | Barnet          | 1.278        |
| 8                                           | Dagenham & Redbridge | 1–3        | Southend United | 2.395        |

## Regionale kwartfinales
De regionale kwartfinales werden gespeeld in de week van 8 november 2011. De loting werd gehouden op 8 oktober 2011.

### Noord Sectie
| #                                               | Thuis            | Score | Bezoekers         | Toeschouwers |
| ----------------------------------------------- | ---------------- | ----- | ----------------- | ------------ |
| 1                                               | Rochdale         | 1–1   | Preston North End | 2.395        |
| Preston North End wint met 4-2 na strafschoppen |                  |       |                   |              |
| 2                                               | Chesterfield     | 4–3   | Tranmere Rovers   | 3.152        |
| 3                                               | Sheffield United | 1–1   | Bradford City     | 5.692        |
| Bradford City wint met 6-5 na strafschoppen     |                  |       |                   |              |
| 4                                               | Oldham Athletic  | 3–1   | Crewe Alexandra   | 2.163        |

### Zuid-Sectie
| #                                          | Thuis           | Score | Bezoekers       | Toeschouwers |
| ------------------------------------------ | --------------- | ----- | --------------- | ------------ |
| 1                                          | Swindon Town    | 1–1   | AFC Wimbledon   | 4.329        |
| Swindon Town wint met 3-1 na strafschoppen |                 |       |                 |              |
| 2                                          | Cheltenham Town | 0–2   | Barnet          | 1,388        |
| 3                                          | Oxford United   | 0–1   | Southend United | 2,415        |
| 4                                          | Brentford       | 6–0   | Bournemouth     | 3,015        |

## Regionale Halve finale
De regionale Halve finale werd gespeeld in de week van 5 december 2011.

### Noord sectie
| #                                          | Thuis             | Uitslag | Bezoekers     | Toeschouwers |
| ------------------------------------------ | ----------------- | ------- | ------------- | ------------ |
| 1                                          | Oldham Athletic   | 2-0     | Bradford City | 5,697        |
| 2                                          | Preston North End | 1-1     | Chesterfield  | 5,835        |
| Chesterfield wint met 4-2 na strafschoppen |                   |         |               |              |

### Zuid-Sectie
| #                                    | Thuis           | Uitslag | Bezoekers    | Toeschouwers |
| ------------------------------------ | --------------- | ------- | ------------ | ------------ |
| 1                                    | Southend United | 1-2     | Swindon Town | 3,981        |
| 2                                    | Barnet          | 0-0     | Brentford    | 1,970        |
| Barnet wint met 5-3 na strafschoppen |                 |         |              |              |

## Regionale finale
De regionale finale (die dient als de halve finale voor het hele toernooi) werd gespeeld over twee wedstrijden, thuis en uit. Het heenduel werd gespeeld in de week van 17 januari 2012.; De return werd gespeeld op 30 januari 2012 en 7 februari 2012

### Noord-Sectie
|                           |                        |         |                 |                                                |
| 17 januari 2012 19:45 GMT | Chesterfield           | 2 – 1   | Oldham Athletic | Toeschouwers: 5,724 Scheidsrechter: Phil Gibbs |
| 17 januari 2012 19:45 GMT | Boden 49' Whitaker 66' | Verslag | Simpson 57'     | Toeschouwers: 5,724 Scheidsrechter: Phil Gibbs |
| 17 januari 2012 19:45 GMT |                        |         |                 | Toeschouwers: 5,724 Scheidsrechter: Phil Gibbs |
| 17 januari 2012 19:45 GMT |                        |         |                 | Toeschouwers: 5,724 Scheidsrechter: Phil Gibbs |
|                           |                        |         |                 |                                                |

|                           |                 |         |              |                                                |
| 30 January 2012 19:45 GMT | Oldham Athletic | 0 – 1   | Chesterfield | Toeschouwers: 5,622 Scheidsrechter: Roger East |
| 30 January 2012 19:45 GMT |                 | Verslag | Lester 89'   | Toeschouwers: 5,622 Scheidsrechter: Roger East |
| 30 January 2012 19:45 GMT |                 |         |              | Toeschouwers: 5,622 Scheidsrechter: Roger East |
| 30 January 2012 19:45 GMT |                 |         |              | Toeschouwers: 5,622 Scheidsrechter: Roger East |
|                           |                 |         |              |                                                |

Chesterfield wint met 3-1 over 2 wedstrijden

### Zuid-Sectie
|                           |            |         |              |                                                  |
| 10 januari 2012 19:45 GMT | Barnet     | 1 – 1   | Swindon Town | Toeschouwers: 3.915 Scheidsrechter: Nigel Miller |
| 10 januari 2012 19:45 GMT | Hughes 72' | Verslag | Flint 44'    | Toeschouwers: 3.915 Scheidsrechter: Nigel Miller |
| 10 januari 2012 19:45 GMT |            |         |              | Toeschouwers: 3.915 Scheidsrechter: Nigel Miller |
| 10 januari 2012 19:45 GMT |            |         |              | Toeschouwers: 3.915 Scheidsrechter: Nigel Miller |
|                           |            |         |              |                                                  |

|                           |              |       |        |                                                     |
| 7 februari 2012 19:45 GMT | Swindon Town | 1 – 0 | Barnet | Toeschouwers: 10.406 Scheidsrechter: Darren Deadman |
| 7 februari 2012 19:45 GMT | Connell 17'  |       |        | Toeschouwers: 10.406 Scheidsrechter: Darren Deadman |
| 7 februari 2012 19:45 GMT |              |       |        | Toeschouwers: 10.406 Scheidsrechter: Darren Deadman |
| 7 februari 2012 19:45 GMT |              |       |        | Toeschouwers: 10.406 Scheidsrechter: Darren Deadman |
|                           |              |       |        |                                                     |

Swindon Town wint met 2-1 over 2 wedstrijden

## Finale
|                         |                                               |       |              |                                                                            |
| 25 maart 2012 15:00 BST | Chesterfield                                  | 2 – 0 | Swindon Town | Wembley Stadium, Londen Toeschouwers: 49.602 Scheidsrechter: Anthony Bates |
| 25 maart 2012 15:00 BST | Oliver Risser 47' (e.d.) Craig Westcarr 90+4' |       |              | Wembley Stadium, Londen Toeschouwers: 49.602 Scheidsrechter: Anthony Bates |